# Festklänge
Festklänge (Sons de festa), S.101, é um dos treze poemas sinfónicos de Franz Liszt, composto em 1854. É o número 7 dos seus poemas sinfónicos, escritos durante o seu período em Weimar. É baseado numa obra de Schiller, a Homenagem às Artes, mas não existe relação definida com esta.

## Estrutura
O início (Andante mosso con brio) segue a forma sonata mas sem desenvolvimento, ritmada pelos timbales. Segue-se um Andante sostenuto e um Allegretto-tempo rubato, onde se insere uma polca, que é uma homenagem à princesa russo-polaca Carolyne zu Sayn-Wittgenstein, com quem Liszt pensava vir a casar.
A peça foi estreada no Teatro da Corte de Weimar em 9 de novembro de 1854, sob direcção do compositor. O tempo de execução ronda os 15 a 17 minutos.